# Vlkovec
Vlkovec je vesnice, část obce Chocerady v okrese Benešov. Nachází se asi 1,5 km na jihovýchod od Chocerad. Prochází tudy železniční trať Čerčany – Světlá nad Sázavou. V roce 2009 zde bylo evidováno 154 adres.
Vlkovec je také název katastrálního území o rozloze 2,74 km².

## Historie
První písemná zmínka o vesnici pochází z roku 1382.